# 31 Eskadra Śmigłowców Rozpoznania Artyleryjskiego

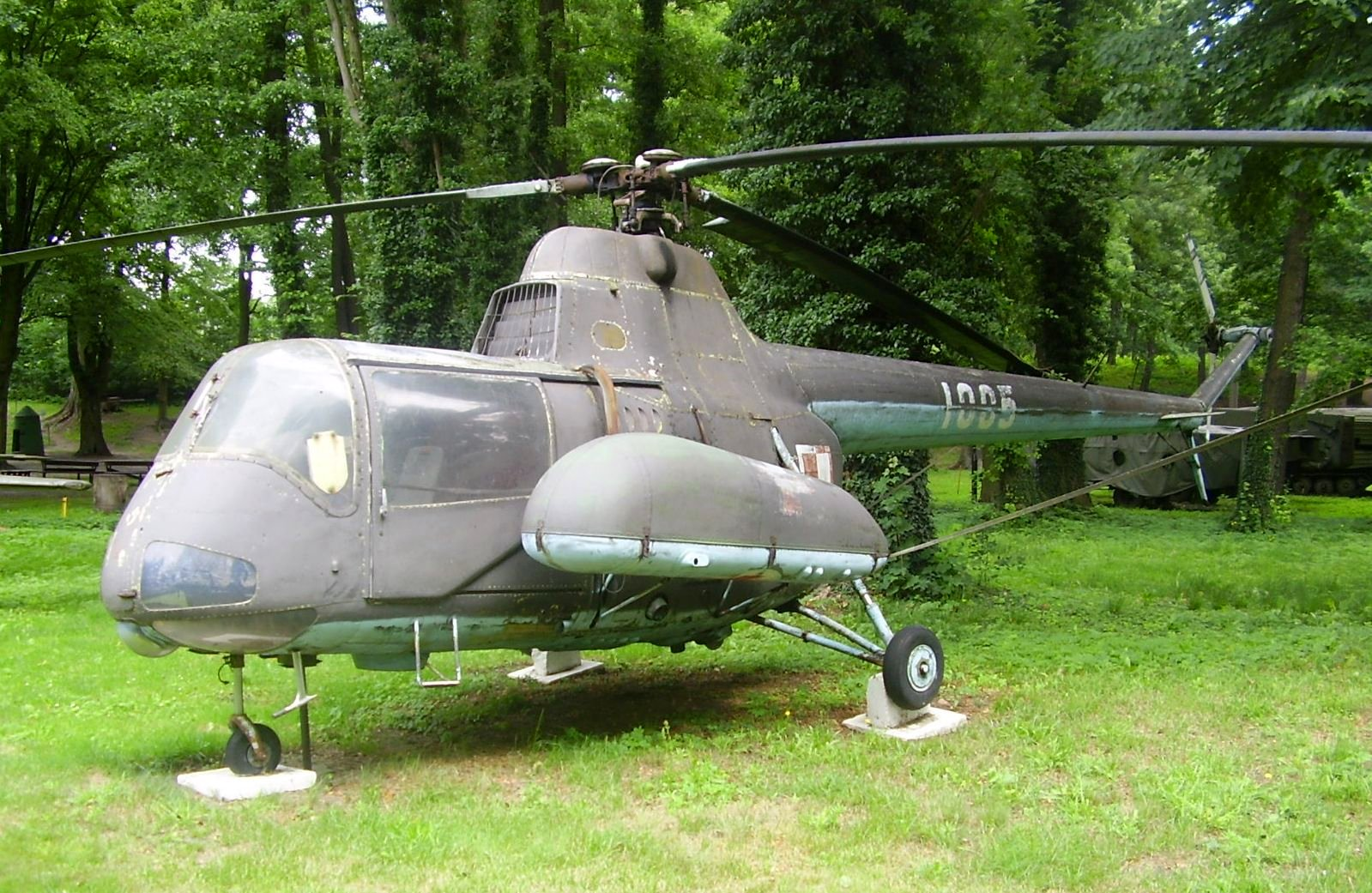
PZL SM-2

31 Eskadra Śmigłowców Rozpoznania Artyleryjskiego (31 eśra) – pododdział Wojsk Lotniczych.

## Formowanie i zmiany organizacyjne
W 1968 roku, na lotnisku w Inowrocławiu, sformowano 31 Eskadrę Śmigłowców Rozpoznania Artyleryjskiego. Etat nr 6/502 przewidywał 82 żołnierzy i 1 pracownika kontraktowego. 
Eskadra wyposażona była w śmigłowce SM-2 i Mi-2.
Z dniem 28 lutego 1970 roku dowódca Wojsk Lotniczych rozformował 31 Eskadrę Śmigłowców Rozpoznania Artyleryjskiego.

## Dowódcy eskadry
- mjr pil. Feliks Dudek[1]